# Rex Vicat Cole
Reginald Rex Vicat Cole (1870–1940) fue un paisajista inglés.

## Biografía
Vicat Cole era hijo del artista George Vicat Cole y Mary Ann Chignell. Fue educado en  Eton y comenzó a exhibir sus obras en Londres en 1890. En 1900 fue elegido miembro de la Royal Society of British Artists.
Su tema preferido era el paisaje del área que rodea la Abadía de Bolton en Yorkshire Dales. En 1900, se casó con Hannah Gill, la hija de un granjero de Yorkshire. En 1901, una exposición en la Galería Dowdeswell recopiló su trabajo bajo el título "Un año en Wharfedale". Dio clase en el King's College London con Byam Shaw, y juntos abrieron su propio establecimiento, Byam Shaw y Vicat Cole School of Art, en Camden Street, Kensington en 1910. Al estallar la Primera Guerra Mundial, Vicat Cole y Byam Shaw se alistaron en el regimiento de los Artists Rifles, aunque Shaw fue trasferido pronto a la Policía Especial. Después de la muerte de Shaw en 1919, Vicat Cole fue director de la escuela hasta su retiro en 1926.
En 1905, Vicat Cole y su familia alquilaron una casa de campo Brinkwells cerca de Fittleworth en Sussex, y en ella encontró la inspiración para muchas de sus pinturas y dibujos. Entre 1917 y 1921, Cole subarrendó la propiedad a Edward Elgar, quien compuso allí sus principales últimas obras.
Vicat Cole era especialmente conocido por sus pinturas de árboles, y escribió e ilustró un libro sobre British Trees  (1907), y otro sobre cómo representar los árboles en el arte,  La anatomía artística de los árboles, publicado en 1915. También escribió un libro sobre perspectiva, y planeó otro sobre Las calles de Londres, que nunca se publicó, aunque el manuscrito aun existe, al igual que más de doscientas de sus obras, estas como ilustraciones. Su exposición individual "London Old and New" en la galería de Robert Dunthorne, Vigo Street, Londres, en 1935, incluía pinturas de cuadros de casi todas las iglesias de la ciudad y grandes lienzos como "Londres desde Waterlow Park" ( ahora en Southampton Art Gallery), "St Paul's from Bankside" y "St Martin-in-the-Fields". A lo largo de las primeras tres décadas del siglo XX, expuso paisajes en las exposiciones anuales de la Royal Academy.
Murió en 1940 en Sussex mientras ayudaba a rescatar a una familia cuyo automóvil se había quedado varado en el agua de una inundación. La escuela de arte que fundó se convirtió en parte del Central Saint Martins College of Art and Design en 2003.
El hijo de Vicat Cole, John Cole (1903-1975), se formó en la Escuela de Vicat Cole y Byam Shaw y se convirtió en un pintor de paisajes que se especializó en representaciones de comercios antiguos. Al igual que su padre, su abuelo y su bisabuelo (George Cole, 1810-1883), expuso en la Royal Academy y se convirtió en miembro de la Royal Society of British Artists.